# 柳宾科·德鲁洛维奇
柳宾科·德鲁洛维奇（1968年9月11日—），塞尔维亚男子足球运动员，场上位置是翼锋。他曾代表南联盟参加2000年欧洲足球锦标赛，结果队伍止步八强赛。